# Tomás Pujols Sanabia
Tomás Pujols Sanabia (Geburtsdatum und -ort unbekannt; † 1. September 2001 in Santo Domingo) war ein dominikanischer Journalist und Rundfunksprecher.
Pujols arbeitete mehr als 40 Jahre für Sender wie Radio Cristal, Radio Continental, Hiz und für Radio Comercial, wo er die Nachrichtensendung Notitiempo leitete. Außerdem unterrichtete er an der Escuela Nacional de Locución. Im Namen der Partido Revolucionario Dominicano meldeten er und José Francisco Peña Gómez am 24. April 1965 den Sturz der Regierung Donald Reid Cabrals. Während der Präsidentschaft Salvador Jorge Blancos (1982–1986) war er Staatssekretär für Inneres und Polizei.